# Mike Bennett
Michael Bennett (Carver, 16 de maio de 1985) é um lutador americano de luta livre profissional. Ele atualmente trabalha na All Elite Wrestling (AEW) e em sua promoção irmã, Ring of Honor (ROH). Bennett trabalhou anteriormente para a WWE, sob o nome de ringue Mike Kanellis. Bennett também já atuou na Total Nonstop Action Wrestling sob o nome "The Miracle" Mike Bennett, onde venceu uma vez o TNA X Division Championship.

## Na luta livre

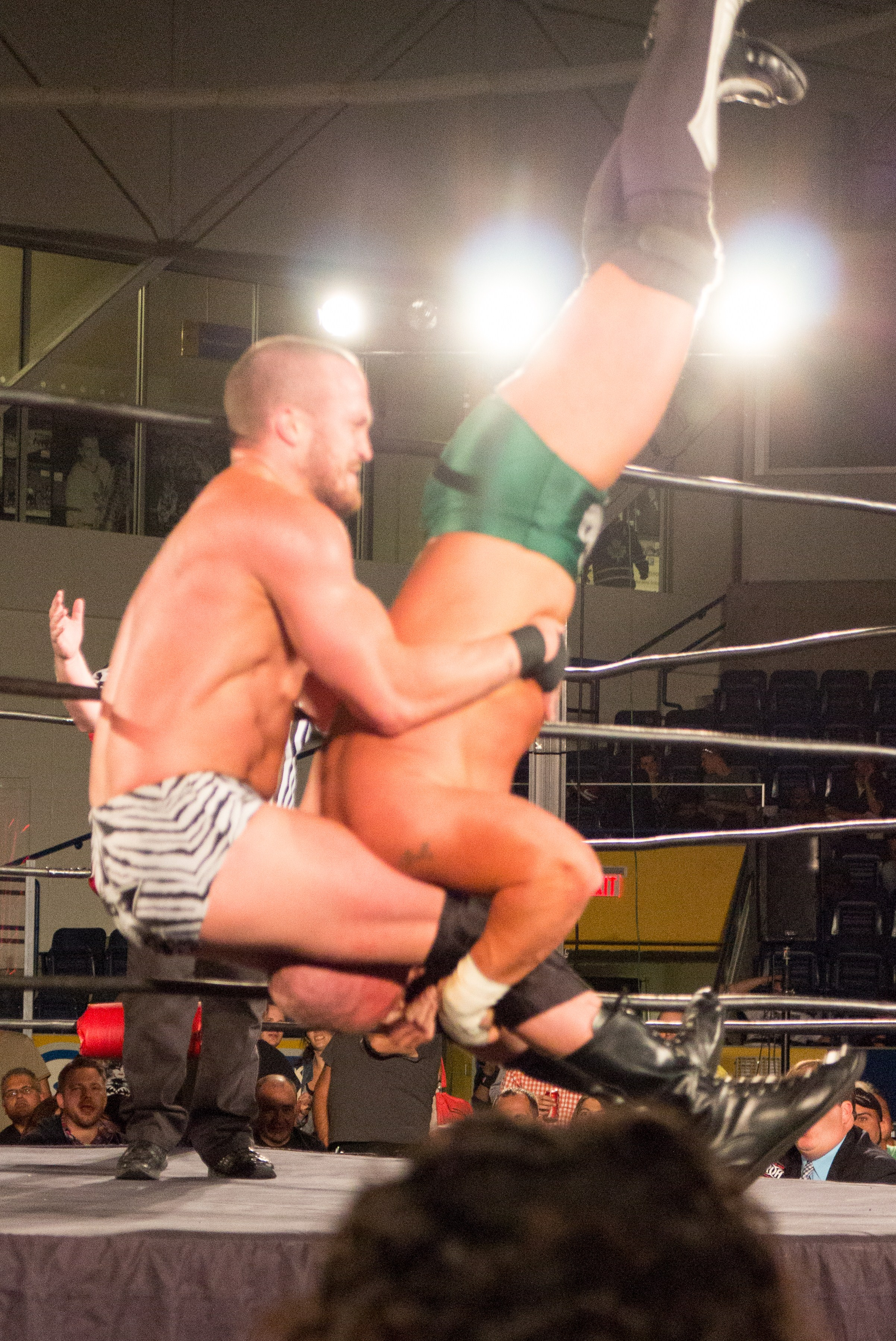
Este piledriver na beirada do ringue que Bennett (esquerda) executou em B.J. Whitmer em 2013 resultou em uma legítima lesão do pescoço de Whitmer.

- Movimentos de finalização
  - Box Office Smash[1] (Sitout side slam)[7][8][9] – 2011–2013; usado como um movimento secundário depois disso
  - Divine Intervention[10] / MIP – Miracle in Progress / Power of Love [11] (Samoan driver)[10] – 2016–presente
  - Go Back to Japan[1][12] (Anaconda vise)[13] – 2014–2016
  - Photo Finish (Fireman's carry cutter)[14][15] – 2012–2013; usado como um movimento secundário depois disso
  - Piledriver[16] – 2013–2017
- Movimentos secundários
  - Big boot
  - Miracle Maker[17] (Wrist-lock transicionado em um right-handed hook) – 2016–presente
  - Running cutter – 2016–2017
  - Spinning spinebuster
  - Superkick
- Com Matt Taven
  - Movimentos de finalização
    - Hail Mary (Aided piledriver)[18]
- Managers
  - Grayson Alexander[19][20]
  - Gia Savitz[21]
  - Bob Evans[22]
  - Maria Kanellis / Maria[23]
- Alcunhas
  - "The Epic"[24]
  - "The Miracle"[25]
  - "Professional Wrestling's Jesus"
  - "The Prodigy"[22]

## Campeonatos e prêmios
- Neo Revolution Grappling

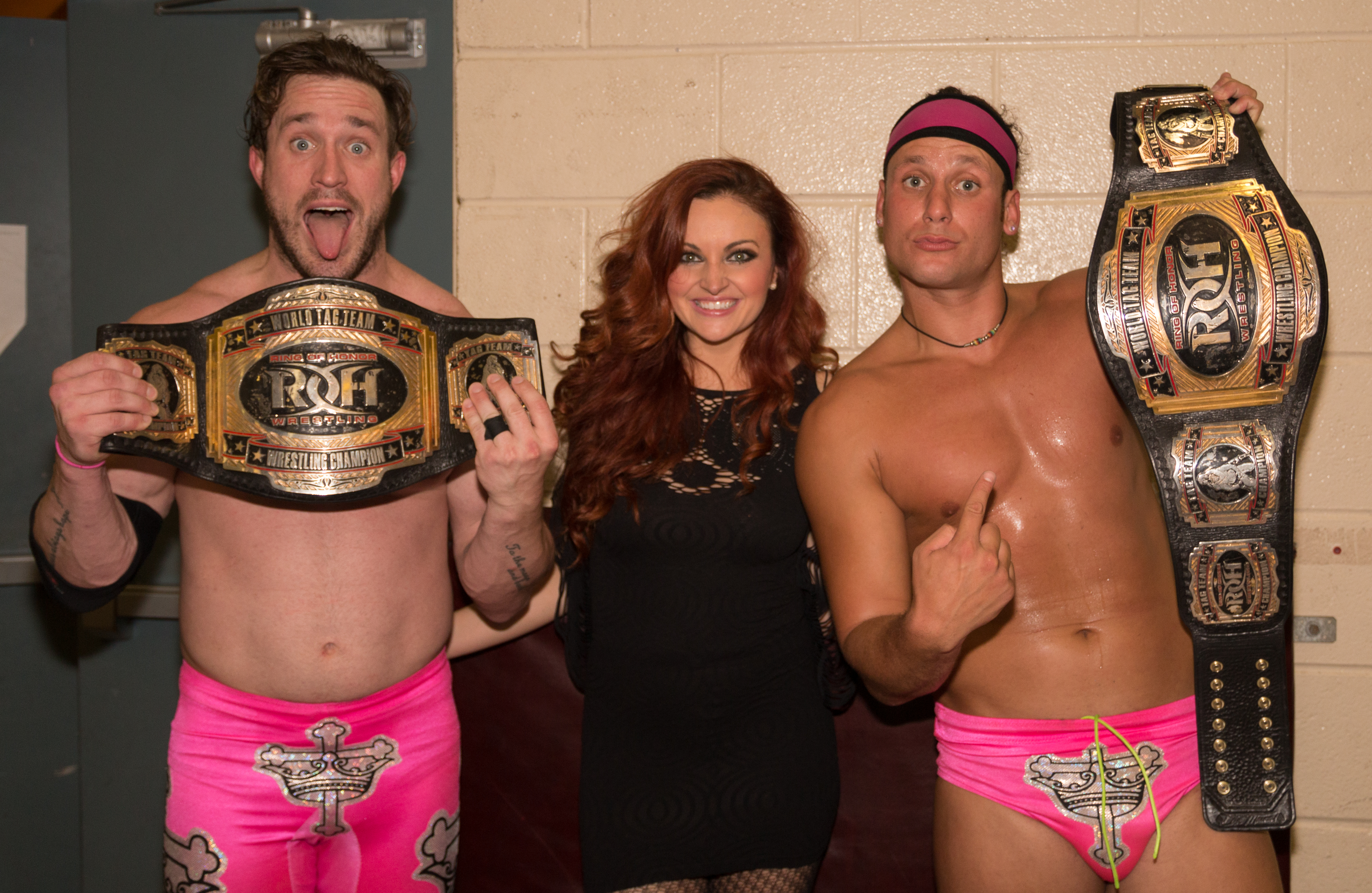
Bennett (esquerda) e Matt Taven como campeões de duplas da ROH.

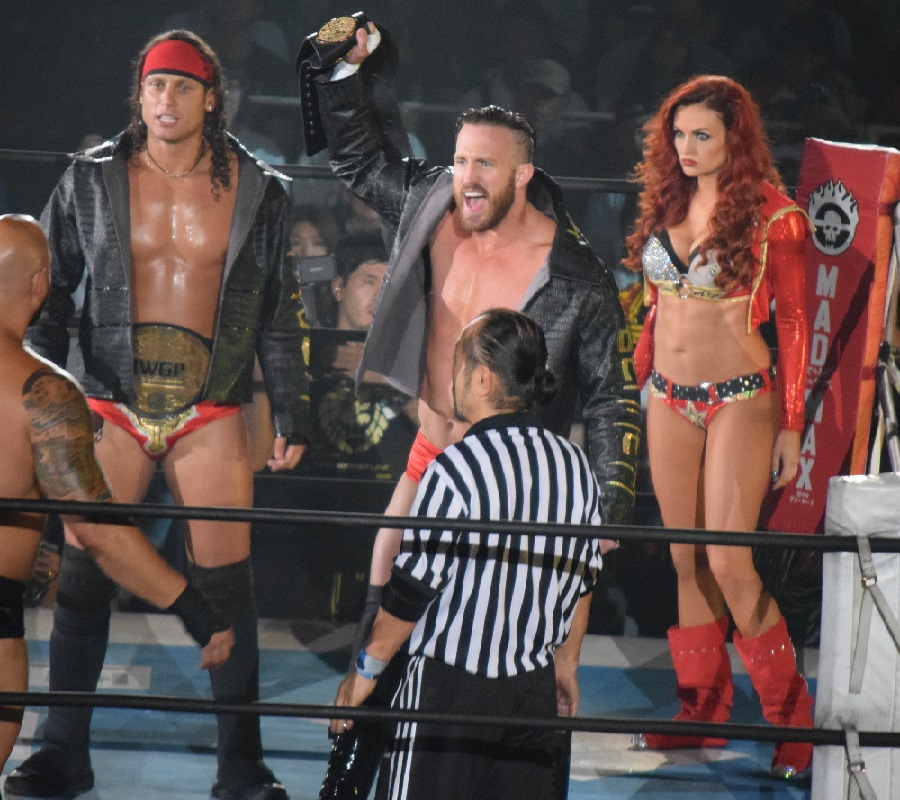
Matt Taven (esquerda) e Bennett (centro) como campeões de duplas da IWGP.

  - NRG Heavyweight Championship (1 vez)[19]
- New England Wrestling Alliance
  - NEWA Heavyweight Championship (1 vez)[26]
- New Japan Pro Wrestling
  - IWGP Tag Team Championship (1 vez) – com Matt Taven[27]
- Northeast Championship Wrestling
  - NCW Tag Team Championship (1 vez) – com Chris Venom e Johnny Idol[28]
- Northeast Wrestling
  - NEW Heavyweight Championship (1 vez)[29]
- Pro Wrestling Experience
  - PWE United States Championship (1 vez)[30]
- Pro Wrestling Illustrated
  - PWI colocou-o na 51ª posição dos 500  melhores lutadores na PWI 500 em 2016[31]
- Ring of Honor
  - ROH World Tag Team Championship (1 vez) – com Matt Taven[32]
  - Top Prospect Tournament (2011)
  - Honor Rumble (2014)[33]
- Top Rope Promotions
  - TRP Heavyweight Championship (1 vez)[34]
  - TRP Tag Team Championship (1 vez) – com Bryce Andrews[19]
  - Kowalski Cup (2006)[19]
- Total Nonstop Action Wrestling
  - TNA X Division Championship (1 vez)[35]
- Xtreme Wrestling Alliance
  - XWA Heavyweight Championship (1 vez)[36]
- WWE World Wrestler Entreiteniment
  - WWE 24/7 Championship (2 vezes)